# 恒泰证券
恒泰证券股份有限公司，簡稱恒泰证券股份和恒泰证券（英語：HengTai Securities Co., Ltd.，港交所：1476），香港則用「恒投證券」和「HENGTOU SECURITIES」，在1988年，由當時內蒙古政府，批准成立前身「內蒙古自治區呼和浩特證券公司」於總部呼和浩特成立。
控股公司為明天控股有限公司（肖建华持有）旗下包頭華資實業股份有限公司。業務在中國內地經營财富管理、投资管理、自营交易及投资银行行業。
股份在2015年10月15日於港交所主板上市。全球發售為定價4.3港元，發售股份為3.92億H股，集資額為16.86億港元，其中開源證券2億元人民幣、民信金控認購2000萬美元，以及Pohua認購1500萬美元為基礎投資者。
2019年5月28日，天風証券宣布，拟以每股5.76人民幣，斥資45.14億人民幣收購恒泰證券（又稱恆投證券）7.81億股內資股，占其已發行股份的29.99%，9家将股份售予天风证券的公司，收購完成後天風証券將成為恆泰證券第一大股東。2020年3月8日，中国证监会批准天风证券受让恒泰证券20.43%股份。
2021年7月24日，中国证券监督管理委员会发布《2021年证券公司分类结果》，其中恒泰证券被评为CCC级，与2020年的A级相比有巨幅下降。

## 外部連結
- cnht.com.cn （页面存档备份，存于）